# George & James
George and James to album autorstwa awangardowej grupy The Residents wydany w 1984 roku. Płyta zawiera podtytuł American Composer Series - Volume 1 i pierwotnie miała być pierwszym z albumów serii muzycznego hołdu zespołu dla amerykańskich kompozytorów, którego wydawanie miało zakończyć się w 2000 roku. Głównym celem serii miało być "tworzenie muzyki o muzyce". Zawartość albumu stanowią reinterpretacje najbardziej znanych utworów George'a Gershwina na stronie A winyla oraz zagrany nuta-w-nutę przez zespół kultowy koncert Jamesa Browna zarejestrowany pierwotnie na płycie Live at The Apollo z 1963 roku.

W serii American Composers pojawił się jeszcze jeden album (Stars & Hank Forever z 1986 roku będący hołdem dla Hanka Williamsa) po czym zaniechano wydawania dalszych tytułów. Powodami były kiepskie recenzje płyt, powolne odejście od krążków winylowych na rzecz kompaktów (zniszczyłoby to zaplanowaną przez zespół koncepcję poświęcenia jednej strony albumu dla jednego wykonawcy) oraz kwestie finansowe związane z użyciem na płycie materiału innych kompozytorów, których trzeba było za to opłacić.

George & James jest pierwszym albumem, którego okładkę zespół stworzył w sposób stuprocentowo komputerowy.

## Lista utworów
1. Rhapsody in Blue
2. I Got Rhythm
3. Summertime
4. Live at the Apollo
  1. I'll Go Crazy
  2. Try Me
  3. Think
  4. I Don't Mind
  5. Lost Someone
  6. Please, Please, Please
  7. Night Train